# 안병기
안병기는 대한민국의 영화 감독이다. 2000년 영화 《가위》로 데뷔했다.

## 학력
- 서울예술대학 영화과 (졸업)

## 영화 작품

### 감독
- 2006년 《아파트》
- 2004년 《분신사바》
- 2002년 《폰》
- 2000년 《가위》

### 제작
- 2006년 《어느날 갑자기 네 번째 이야기 - 죽음의 숲》
- 2006년 《어느날 갑자기 세 번째 이야기 - D-day》
- 2006년 《어느날 갑자기 두 번째 이야기 - 네 번째 층》
- 2006년 《어느날 갑자기 첫 번째 이야기 - 2월 29일》